# Pont sur le Gaduet
Le pont sur le Gaduet est un pont situé à Bransat, en France.

## Localisation
Le pont est situé sur la commune de Bransat, dans le département français de l'Allier. Il permet à la D 280 de franchir le Gaduet.

## Historique
Le pont a été construit au XVe siècle.
L'édifice est inscrit au titre des monuments historiques par arrêté du 23 septembre 1971.

## Description
Le pont a une largeur de 3,45 m et une longueur d'une vingtaine de mètres. Il est bordé de parapets.